# Tsst
Tsst is aflevering 1007 van de Amerikaanse animatieserie South Park en is voor het eerst uitgezonden op Comedy Central op 3 mei 2006.

## Verhaal
In deze aflevering wordt de schooldecaan Mr. Mackey helemaal gek van Eric Cartman. Hij wil dat Eric speciale hulp krijgt en stelt de Amerikaanse realitysoap Nanny 911 voor. (Waarbij nanny Yvonne Finnerty op de hak genomen wordt.) Als dat niet goed afloopt huurt de moeder van Eric Supernanny in, maar dat loopt nog slechter af en Supernanny eindigt in een psychiatrische inrichting.
Ze krijgt in het ziekenhuis de suggestie een hondentrainer in te huren, Cesar Millan, The Dog Whisperer. Die zorgt ervoor dat Eric Cartman wordt behandeld als een hond. Cesar corrigeert Cartman door hem in de nek te knijpen en 'tsst' te roepen, want zo corrigeren alfahonden ook hun ondergeschikten. Erics moeder leert hetzelfde te doen, en zich te realiseren dat zij de 'roedelleider' is en niet Eric. Ook wordt Eric uitgelaten als een hond.
Zo wordt Eric tot onderwerping gedwongen, maar hij weigert dit te accepteren. Hij wil weglopen, maar de andere kinderen willen hem niet bij hen laten logeren. Vervolgens wil hij zijn moeder vermoorden, maar omdat geen ander kind hem daarbij wil helpen moet hij het zelf maar opknappen. Als hij op een nacht zijn slapende moeder besluipt met een mes komt hij echter tot inkeer, en overwint de 'goede kant' van Cartman de 'slechte kant'. De volgende ochtend is Cartman een andere jongen: lief, behulpzaam en ijverig.
Erics moeder is in de wolken, bedankt Cesar voor al zijn goede diensten, en vraagt of hij niet een keer met haar uit wil. Cesar bedankt hiervoor en zegt dat hij haar strikt als een klant zag en niets meer. Hierop begint Erics moeder Cartman opnieuw te verwennen, zodat Eric weer dezelfde naarling wordt als vroeger. Niet Eric, maar zijn moeder was al die tijd de oorzaak van Erics gedragsproblemen...

## Culturele verwijzingen
- De aflevering parodieert programma's als Supernanny en The Dog Whisperer (De hondenfluisteraar), waarbij gezinnen die niet goed om kunnen gaan met hun lastige kind of hond een specialist inhuren.
- De scène waarin Cartman vecht tegen zijn "slechte" kant en een rode, elektrische gloed over zijn lichaam heen krijgt is een parodie op de cultfilm Altered States (1980).
- Het gedrag van Cartman naar de tv-nannies (niet op de time-out seat willen blijven zitten, spugen, alle medewerking weigeren) wordt ook door kinderen in deze series vertoond, waarbij de tv-nannies wel degelijk weten hoe ze hiermee moeten omgaan.
- Cesar Milan heeft later aangegeven zijn portrettering te waarderen en erg treffend te vinden.